# Giorgi Kvilitaia
Giorgi Kvilitaia (en georgià: გიორგი ქვილითაია, nascut a Abasha l'1 d'octubre de 1993) és un futbolista professional georgià que juga de davanter a l'Aris Limassol de Primera Divisió xipriota i a la selecció georgiana.

## Trajectòria
Kvilitaia va néixer a Abasha, a la regió georgiana de Mingrèlia - Alta Svanètia. Als 14 anys es va traslladar a Tbilisi, on va jugar primer al Norchi Dinamo i més tard al Sasco de la Segona Divisió, on va ser un dels millors golejadors la temporada 2012-13.
Després d'una etapa sense èxit al Győri, Kvilitaia va jugar una temporada cedit al Dila Gori. El juny de 2015 va fitxar pel DinamoTbilisi. Amb 24 gols marcats en 29 partits, Kvilitaia es va convertir en el màxim golejador de l'Erovnuli Liga i va guanyar el premi especial en una cerimònia de lliurament de premis de la Federació Georgiana.
Aquesta gran temporada li va servir per fer el salt, el 2016, al Rapid de Viena, de la Bundesliga austríaca.
Després de dues temporades jugant a Àustria, va signar un contracte de quatre anys amb el Gant, de la Jupiter Pro League.
Des del 2020, Kvilitaia juga a la Primera Divisió xipriota. Inicialment, el 17 de setembre de 2020 va arribar cedit a l'Anorthosis i un any més tard, el 3 de juny de 2021, va fitxar per l'APOEL de Nicòsia. L'agost de 2021, va ser escollit capità de l'equip. El maig de 2024, Kvilitaia va guanyar la liga amb l'APOEL i unes setmanes després va fitxar per l'Aris Limassol amb un contracte de tres anys.

## Selecció de Geòrgia
Kvilitaia va estrenar-se amb les seleccions inferiors el 2013 als 20 anys amb la sub-21.
Va ser convocat per primera vegada amb la selecció absoluta de Vladimír Weiss el 2016 en un partit contra Kazakhstan. No va debutar, però, fins al 27 de maig de 2016 en un partit contra Eslovàquia. Els seus dos primers gols amb Geòrgia van arribar el març del 2017, marcant el 2-0 i el 3-0 en una victòria per 5-0 en un amistós contra Letònia.
Kvilitaia va ser uns dels jugadors que va participar amb la selecció de Geòrgia a l'Eurocopa 2024 d'Alemanya, on va jugar un parell de minuts del partit contra la República Txeca.

## Estadístiques

### Clubs
| Club                         | País    | Any       | Partits | Gols |
| ---------------------------- | ------- | --------- | ------- | ---- |
| Sasco Tiblisi                | Geòrgia | 2012-2013 | 16      | 22   |
| Győri ETO FC                 | Hongria | 2013      | 8       | 1    |
| FC Dila Gori (cedit)         | Geòrgia | 2014      | 19      | 10   |
| Győri ETO FC                 | Hongria | 2014-2015 | 11      | 1    |
| FC Dinamo Tbilisi            | Geòrgia | 2015-2016 | 41      | 30   |
| SK Rapid Viena               | Àustria | 2016-2018 | 67      | 22   |
| KAA Gant                     | Bèlgica | 2018-2021 | 46      | 7    |
| Anorthosis Famagusta (cedit) | Xipre   | 2020-2021 | 37      | 15   |
| APOEL de Nicosia             | Xipre   | 2021-2024 | 96      | 33   |
| Aris de Limassol             | Xipre   | 2024-     | 8       | 5    |

Actualitzat a 27 d'octubre de 2024

### Selecció
| Selecció | Any   | Partits | Gols |
| -------- | ----- | ------- | ---- |
| Georgia  | 2016  | 4       | 0    |
| Georgia  | 2017  | 8       | 3    |
| Georgia  | 2018  | 3       | 1    |
| Georgia  | 2019  | 8       | 2    |
| Georgia  | 2020  | 4       | 0    |
| Georgia  | 2021  | 7       | 0    |
| Georgia  | 2022  | 1       | 0    |
| Georgia  | 2024  | 3       | 0    |
| Total    | Total | 38      | 6    |

## Palmarès
Sasco Tbilisi
- 1 Meore Liga: 2011–12

Győri ETO FC
- 1 Lliga hongaresa: 2012–13
- Subcampió de la Copa hongaresa: 2012-13

Dinamo Tbilisi
- 1 Umaglesi Liga: 2015–16
- 1 Copa David Kipiani: 2015–16
- 1 Supercopa de Geòrgia: 2015–16

Anorthosis
- 1 Copa de Xipre: 2020–21

APOEL
- 1 Lliga de Xipre: 2023–24

Individual
- Màxim golejador de la Umaglesi Liga 2015–16  (24 gols)
- Ordre d'Honor de Geòrgia: 2024[14]